# Lyncina carneola
Lyncina carneola – gatunek porcelanki. Osiąga od 17 do 94 mm, „typowy” osobnik mierzy około 50–60 mm. Powszechnie występujący gatunek porcelanki o bardzo charakterystycznym ubarwieniu muszli, która ma piękny pomarańczowy kolor z zazwyczaj intensywnie fioletową podstawą.

## Występowanie
Wody Indo-Pacyfiku od Morza Czerwonego i wschodnich wybrzeży Afryki po  Australię i Polinezję.